# Наматжира, Альберт
А́льберт Наматжи́ра  (Наматьира, англ. Albert Namatjira) 28 июля 1902, Хермансберг, близ Алис-Спрингс, Северная территория — 8 августа 1959, Алис-Спрингс) — австралийский живописец. Имя при рождении Элеа (Elea). По происхождению абориген из группы аранда. Известен как создатель акварелей, изображающих пейзажи пустынных местностей Австралии. Главный представитель школы акварельного пейзажа в Хермансберге (англ. Hermannsburg School).

## Биография
Он изучал технику акварели под руководством Рекса Баттерби (Rex Battarbee, 1893—1973) (1934—1936). В 1938 году его работы были представлены на выставке в Мельбурне и были все куплены. После выставки стали появляться новые заказы на его картины. Следующие выставки проводились в Сиднее и Аделаиде. В 1953 году Наматжира получил от королевы Великобритании медаль (Coronation medal), а в 1954 году встретился с самой королевой в Канберре.
В 1957 году Наматжира получил австралийское гражданство (которого подавляющее большинство аборигенов Северных территорий было лишено до 1967 года), что означало частичное снятие дискриминационных ограничений, обусловленных его происхождением (он получил избирательное право, мог владеть землёй, покупать алкоголь).
В последний год жизни Наматжира был осуждён на 6 месяцев тюрьмы за продажу алкоголя аборигенам, провёл в заключении 2 месяца. После освобождения находился в подавленном душевном состоянии, тем не менее продолжал заниматься живописью. Через несколько месяцев скончался от болезни сердца в больнице Алис-Спрингса.

Эвкалипт-призрак, Центральная Австралия (ок. 1945). Национальная галерея Виктории, Мельбурн